# 特里米斯

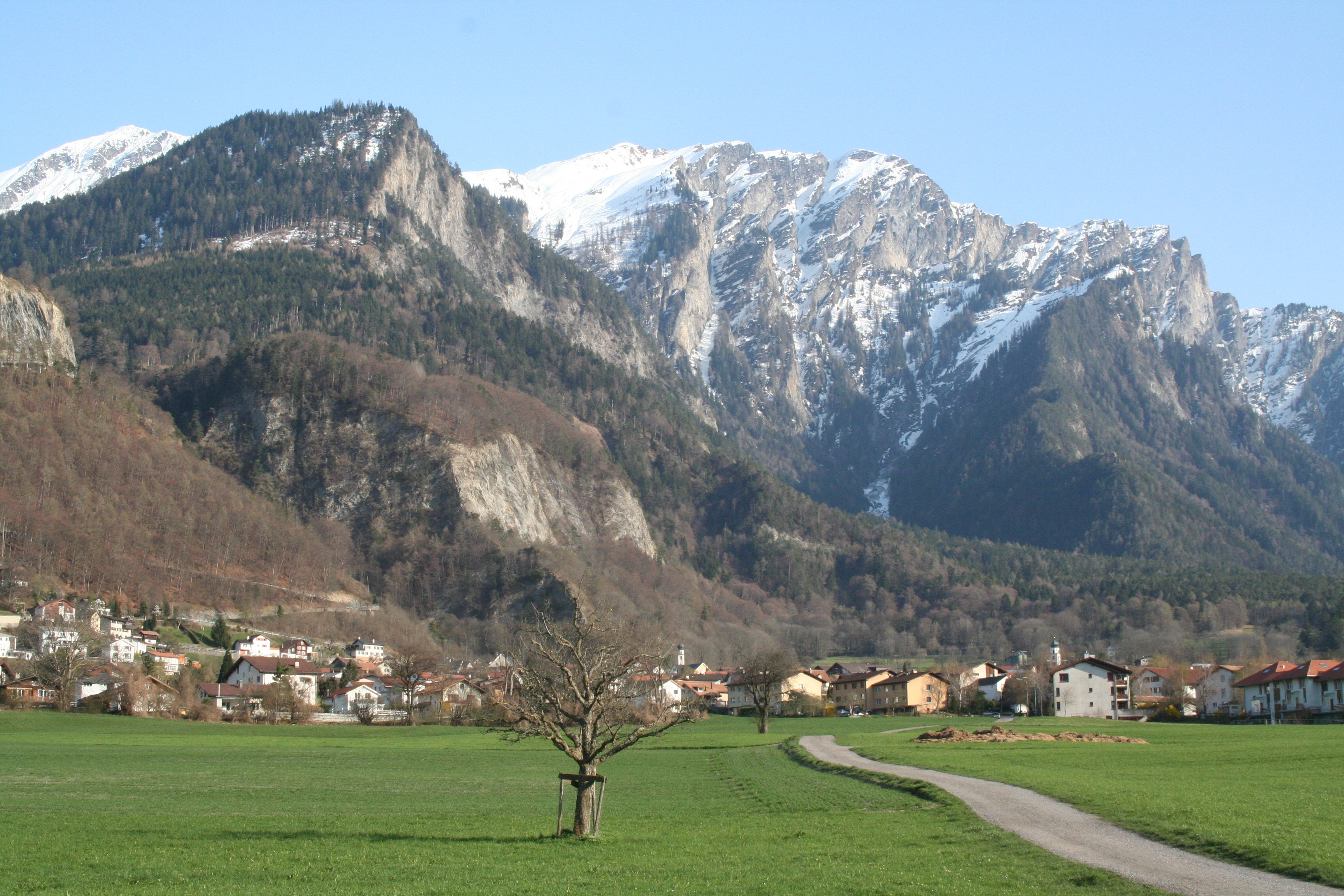

特里米斯是瑞士的城鎮，位於該國東部，由格勞賓登州負責管轄，面積42.87平方公里，海拔高度637米，2011年人口3,047，人口密度每平方公里107人。

## 外部連結
- Official Web site （页面存档备份，存于）